# Zoé Valdés
Zoé Valdés (L'Avana, 2 maggio 1959) è una scrittrice, poetessa, regista cubana e blogger.
Dal 1984 al 1988, ha lavorato per la Delegación de Cuba all'UNESCO a Parigi e all'Oficina Cultural de la Misión de Cuba sempre a Parigi. Dal 1990 al 1995 è stata editrice del settimanale Cine Cubano. Vive con sua sorella a Parigi.

## Biografia
Zoé Valdés è stata educata dalla madre e abbandonata dal padre quando era bambina. Iniziò a scrivere quando aveva nove o dieci anni, grazie a sua nonna, di origini cinesi e irlandesi, che le leggeva costantemente poesie. Quando Valdés aveva diciassette anni scrisse la sua prima raccolta di poesie, Respuestas para vivir (1981). Ha pubblicato la sua prima poesia quando aveva 19 anni su El Caimán Barbudo, una rivista letteraria creata e finanziata dalla gioventù comunista.  Ha pubblicato il suo primo romanzo lirico, Sangre Azul, nel 1993.
Valdés faceva parte di una delle prime generazioni istruite nel periodo della Rivoluzione cubana. Ha studiato all'Instituto Pedagógico Enrique Varona fino al quarto anno. Successivamente si è laureata in Filologia presso l'Universidad de La Habana e ha proseguito gli studi presso l'Alliance Francaise di Parigi. Dal 1984 al 1988 ha lavorato per la Delegación de Cuba presso l'UNESCO a Parigi e presso l'Oficina Cultural de la Misión de Cuba a Parigi.
Tornata a Cuba e per un breve periodo disoccupata, è stata per quattro anni (dal 1990 al 1994) vicedirettrice della rivista Cine Cubano. Ha anche iniziato a intraprendere la carriera di sceneggiatrice per l'Instituto Cubano del Arte e Industria Cinematográficos (ICAIC). Nel 1990 si è recata negli Stati Uniti per iniziare le riprese della sua sceneggiatura Vidas paralelas. Le riprese sono state poi spostate in Venezuela. Nel 1990 ha ricevuto il premio Primer Premio Coral per la migliore sceneggiatura inedita al XII Festival Internacional del Nuevo Cine Latinoamericano.

## Vita privata
Si è sposata tre volte: con lo scrittore cubano Manuel Pereira Quintero, il funzionario del governo cubano José Antonio González e il produttore cubano di film Ricardo Vega.

## Lavori
- Il nulla quotidiano[10]
- Anatomia dello sguardo